# Городское поселение Кондинское
Городское поселе́ние Кондинское — муниципальное образование в Кондинском районе Ханты-Мансийского автономного округа Российской Федерации.
Административный центр — посёлок городского типа Кондинское.

## История
Статус и границы городского поселения установлены Законом Ханты-Мансийского автономного округа - Югры от 25 ноября 2004 года № 63-оз «О статусе и границах муниципальных образований Ханты-Мансийского автономного округа - Югры»

## Население
| 2010  | 2012  | 2013  | 2014  | 2015  | 2016  | 2017  |
| ----- | ----- | ----- | ----- | ----- | ----- | ----- |
| 3676  | ↘3464 | ↘3321 | ↘3170 | ↘3090 | ↘3050 | ↘2980 |
| 2018  | 2019  | 2020  | 2021  |       |       |       |
| ↘2954 | ↘2921 | ↘2892 | ↘2719 |       |       |       |

## Состав городского поселения
| № | Населённый пункт | Тип населённого пункта      | Население |
| - | ---------------- | --------------------------- | --------- |
| 1 | Ильичёвка        | деревня                     | ↘0        |
| 2 | Кондинское       | пгт, административный центр | ↘2690     |
| 3 | Никулкина        | деревня                     | 22        |
| 4 | Старый Катыш     | деревня                     | 37        |